# Giuseppe Casari
Giuseppe Casari (10. duben 1922 Martinengo, Italské království – 12. listopad 2013 Seriate, Itálie) byl italský fotbalový brankář.
Za reprezentaci odchytal šest utkání. Zúčastnil se OH 1948 a MS 1950. V dubnu 2014 se město Martinengo rozhodlo pojmenovat po něm městský stadion.

## Hráčská statistika
| Sezóna  | Klub     | Liga      | Liga   | Liga       | Ligové poháry | Ligové poháry | Ligové poháry | Kontinentální poháry | Kontinentální poháry | Kontinentální poháry | Celkem | Celkem  |
| Sezóna  | Klub     | Soutěž    | Zápasy | Obdr. Góly | Soutěž        | Zápasy        | Góly          | Soutěž               | Zápasy               | Góly                 | Zápasy | Góly    |
| ------- | -------- | --------- | ------ | ---------- | ------------- | ------------- | ------------- | -------------------- | -------------------- | -------------------- | ------ | ------- |
| 1945/46 | Atalanta | 1. divize | 24     | -25        | -             | 0             | -0            | -                    | 0                    | -0                   | 24     | -25     |
| 1946/47 | Atalanta | Serie A   | 27     | -36        | -             | 0             | -0            | -                    | 0                    | -0                   | 27     | -36     |
| 1947/48 | Atalanta | Serie A   | 36     | -36        | -             | 0             | -0            | -                    | 0                    | -0                   | 36     | -36     |
| 1948/49 | Atalanta | Serie A   | 36     | -51        | -             | 0             | -0            | -                    | 0                    | -0                   | 36     | -51     |
| 1949/50 | Atalanta | Serie A   | 33     | -50, 1     | -             | 0             | -0            | -                    | 0                    | -0                   | 33     | -50, 1  |
| 1950/51 | Neapol   | Serie A   | 37     | -46        | -             | 0             | -0            | -                    | 0                    | -0                   | 37     | -46     |
| 1951/52 | Neapol   | Serie A   | 37     | -41        | -             | 0             | -0            | -                    | 0                    | -0                   | 37     | -41     |
| 1952/53 | Neapol   | Serie A   | 33     | -40        | -             | 0             | -0            | -                    | 0                    | -0                   | 33     | -40     |
| 1953/54 | Padova   | Serie B   | 26     | -25        | -             | 0             | -0            | -                    | 0                    | -0                   | 26     | -25     |
| 1954/55 | Padova   | Serie B   | 16     | -10        | -             | 0             | -0            | -                    | 0                    | -0                   | 16     | -10     |
| 1955/56 | Padova   | Serie A   | 13     | -20        | -             | 0             | -0            | -                    | 0                    | -0                   | 13     | -20     |
| Celkově | Celkově  | Celkově   | 318    | -380, 1    | -             | 0             | -0            | -                    | 0                    | -0                   | 318    | -380, 1 |

## Úspěchy

### Reprezentační
- 1× na OH (1948)
- 1× na MS (1950)